# Ringo the 4th
 Ringo the 4th ist das siebte Album, beziehungsweise das sechste Studioalbum von Ringo Starr nach der Trennung der Beatles. Es wurde am 30. September 1977 in Großbritannien (USA: 26. September 1977) veröffentlicht.

## Entstehungsgeschichte
Nach dem Erscheinen des kommerziell nicht erfolgreichen Vorgängeralbums Ringo’s Rotogravure entschied sich Ringo Starr das Konzept abzuändern. Er behielt zwar seinen Produzenten Arif Mardin und Ko-Komponisten Vini Poncia, verzichtete aber auf die Unterstützung von prominenten Freunden; so steuerten lediglich erfahrene Studiomusiker und bekannte Hintergrundsänger die musikalische Begleitung bei. Darüber hinaus sollte das Album Disco-orientierter und damit zeitgemäßer für Ende der 1970er Jahre klingen. Dieser Stilwechsel wurde aber von den Käufern nicht angenommen. Das Album war somit das bis dato kommerziell erfolgloseste von Ringo Starr. Atlantic Records in den USA entschied sich nach dem Misserfolg des Albums, den Plattenvertrag mit Ringo Starr in den USA zu beenden. Der Titel des Albums weist darauf hin, dass Ringo Starr sein aktuelles Studioalbum als sein viertes ansah und die ersten beiden Alben Sentimental Journey, das Standards und Beaucoups of Blues, das Country-Musik enthält, nicht mitzählte.
Die Aufnahmen begannen am 5. Februar 1977 in den Cherokee Studios. Im Juni fanden Aufnahmesessions dann in den Atlantic Studios in New York statt, wo der größte Teil der Lieder aufgenommen wurde. Die restlichen Aufnahmen fanden wieder in den Cherokee Studios statt. Ringo Starr fügte mit Vini Poncia sechs der zehn Kompositionen bei. Für die restlichen vier Lieder wählte man unter anderem den Soul-Hit Drowning in the Sea of Love aus dem Jahr 1972 von Joe Simon und Sneaking Sally Through the Alley, das zuvor schon im Jahr 1975 von Robert Palmer veröffentlicht wurde.

## Covergestaltung
Das Cover entwarf John Kosh. Die Coverfotos wurden von Lew Hahn und Ringo Starrs damaliger Freundin Nancy Andrews aufgenommen. Die Vorder- und Rückseite zeigen das Model Rita Wolf, das auf Starrs Schultern saß.

## Titelliste
Seite 1:
1. Drowning in the Sea of Love (Kenny Gamble/Leon Huff) – 5:09
2. Tango All Night (Tom Seufert/Steve Hague) – 2:58
3. Wings (Richard Starkey a/Vini Poncia) – 3:26
4. Gave It All Up (Richard Starkey/Vini Poncia) – 4:41
5. Out on the Streets (Richard Starkey/Vini Poncia) – 4:29

Seite 2:
1. Can She Do It Like She Dances (Steve Duboff/Gerry Robinson) – 3:12
2. Sneaking Sally Through the Alley (Allen R. Toussaint) – 4:17
3. It’s No Secret (Richard Starkey/Vini Poncia) – 3:42
4. Gypsies in Flight (Richard Starkey/Vini Poncia) – 3:02
5. Simple Love Song (Richard Starkey/Vini Poncia) – 2:57

## Wiederveröffentlichungen
- Die Erstveröffentlichung im CD-Format erfolgte in den USA am 18. August 1992 ohne Bonustitel. Der CD liegt ein aufklappbares sechsseitiges Begleitheft bei, das Informationen zu den Liedern und dem Album enthält. Die CD-Veröffentlichung aus dem Jahr 1992 wurde bisher nicht neu remastert.[2]
- Am 14. Februar 2020 wurde das Album von Friday Music auf goldenem[3] und rotem Vinyl[4] wiederveröffentlicht.
- Am 25. November 2022 wurde das Album von Friday Music auf orangem[5] Vinyl wiederveröffentlicht.

## Single-Auskopplungen

### Wings
Die erste Single Wings / Just a Dream erschien vorab am 26. August 1977 in den USA.
Die Promotionsingle wurde in den USA wie folgt veröffentlicht: auf der A-Seite befindet sich die Monoversion und auf der B-Seite die Stereoversion der A-Seite der Kaufsingle.

### Drowning in the Sea of Love
Als erste Single wurde in Großbritannien und Deutschland am 16. Oktober 1977 und als zweite Single in den USA am 17. Oktober 1977 Drowning in the Sea Of Love / Just a Dream veröffentlicht. In Europa erschien eine gekürzte Version der A-Seite.
Die Promotionsingle wurde in den USA wie folgt veröffentlicht: auf der A-Seite befindet sich die vollständige Stereoversion und auf der B-Seite die gekürzte Stereoversion der A-Seite der Kaufsingle.
In den USA wurde weiterhin noch eine Promotion-12″-Vinyl-Single hergestellt, die auf der A- und B-Seite die vollständige Stereoversion enthält.

### Sneaking Sally Through the Alley
In Deutschland und Australien wurde im Dezember 1977 als weitere Single Sneaking Sally Through the Alley / Tango all Night veröffentlicht, die sich nicht in den Charts platzieren konnte. Die Single wird in älteren deutschen Diskografien mit einer Katalognummer (Polydor 2001 753) erwähnt. Informationen, ob sie in den Verkauf gelangte, sind nicht gesichert; die Single wurde aber in Australien veröffentlicht.

### Weitere Single
In Spanien wurde im Jahr 1978 die Single Tango All Night / It's No Secret veröffentlicht.

## Sonstiges
- Für das Lied Drowning in the Sea of Love wurde ein Musikvideos für Werbezwecke aufgezeichnet.
- Die B-Seite Just a Dream wurde bisher nicht auf CD veröffentlicht.
- Das Lied Wings wurde in einer Neuaufnahme im Januar 2012 auf dem Album Ringo 2012 erneut veröffentlicht.
- Auf der Endlosrille von Seite 1 befindet sich ein Hidden Track, der Straßengeräusche, Telefonklingeln und Stimmen beinhaltet. Der Hidden Track wurde bei der CD-Version dem Lied Out on the Streets hinzugefügt.
- Laut Quellen sollen noch die Lieder Love Please, Wild Shining Stars, By Your Side, Birmingham und This Party aufgenommen worden sein.

## Chartplatzierungen
| ChartsChartplatzierungen       | Höchstplatzierung | Wochen |
| ------------------------------ | ----------------- | ------ |
| Vereinigte Staaten (Billboard) | 162 (6 Wo.)       | 6      |